# 1993’rok
1993’rok – utwór zespołu Ira rozpoczynający trzeci studyjny album, 1993 rok. Wydany w kwietniu 1993 roku. Utwór skomponował zespół. Piosenka ta trwa 1 minutę i 28 sekund i jest najkrótszym utworem znajdującym się na płycie.
Piosenka jest wstępem otwierającym trzeci krążek zespołu. Na początku słychać jest perkusję, oraz czyjeś odgłosy, potem do gry wchodzą także gitary. Utwór nie posiada wokalu. Utwór znalazł się także na koncertowej płycie zespołu Ira Live z grudnia 1993 roku, gdzie w wersji koncertowej trwa 1 minutę i 22 sekundy.
Niegdyś utwór pełnił rolę kompozycji otwierającej koncerty grupy.

## Twórcy
Ira
- Wojtek Owczarek – perkusja
- Piotr Sujka – gitara basowa
- Kuba Płucisz – gitara rytmiczna
- Piotr Łukaszewski – gitara prowadząca

Produkcja
- Nagrywany oraz miksowany: 8 lutego–marzec 1993 w Studio S-4 w Warszawie
- Producent muzyczny: Leszek Kamiński
- Realizator nagrań: Leszek Kamiński
- Montaż płyty: Krzysztof Audycki
- Aranżacja: IRA
- Zdjęcia wykonał: Dariusz Majewski
- Projekt graficzny: Zbigniew Majerczyk
- Pomysł okładki: Wojtek Owczarek oraz Marek Maj
- Sponsor zespołu: Mustang Poland